# Église de la Vierge Marie de Haret Zuweila
Pour les articles homonymes, voir Église de la Vierge Marie.
 (octobre 2023).
Si vous disposez d'ouvrages ou d'articles de référence ou si vous connaissez des sites web de qualité traitant du thème abordé ici, merci de compléter l'article en donnant les références utiles à sa vérifiabilité et en les liant à la section « Notes et références ».
L'église de la Vierge Marie de Haret Zuweila (également translittérée Haret Zeweila ; ḥaret zuwēla ) est la plus ancienne église du quartier de Bab Zuweila, au cœur du Caire fatimide. Elle a probablement été construite vers le Xe siècle, bien qu'elle ne soit mentionnée pour la première fois par écrit qu'au début du XIIe siècle, à l'occasion de la consécration du nouvel évêque du Caire, pendant le pontificat de Macaire. L'église de la Vierge Marie était le siège du pape copte orthodoxe d'Alexandrie de c. 1400 à 1520.

## Histoire et architecture
L'église a été fondée à l'occasion de la nomination d'un nouvel évêque du Caire. Elle fut détruite en 1321, mais elle fut reconstruite et devint le siège du pape copte orthodoxe d'Alexandrie.
L'église a été à plusieurs reprises remodelée et restaurée, de sorte que sa structure basilique initiale a été amplement modifiée et que la disposition du bâtiment d'origine n'est pas connu avec certitude.
À l'origine, l'église comportait un transept relativement petit et une abside semi-circulaire. Comme la plupart des églises coptes, le plan est composé d'un narthex (avant-cour), d'une nef à deux bas-côtés et d'un chœur à trois sanctuaires ( haykal ).
Trois rangées d'anciennes colonnes corinthiennes en marbre séparent les bas-côtés nord et sud, ainsi que la nef du narthex.
Un ambon en marbre repose sur quatre fines colonnes torsadées. Face au chœur se trouve une poutre sur laquelle est placée une peinture moderne de la Cène. Le pupitre en forme d'aigle est en bois sculpté.
L'iconostase du sanctuaire central est en ébène incrusté d'ivoire et est surmontée de treize icônes de la Vierge Marie et des douze apôtres.
Au-dessus des icônes se trouve une colonne représentant sur chacune de ses face un dragon et un aigle en conflit. Chaque aigle comporte un panneau représentant Jean-Baptiste à droite et la Vierge Marie à gauche.
Le sanctuaire sud est dédié à l'ange Gabriel et sa porte, qui date de la période fatimide, est marquetée de panneaux d'ivoire et présente des reliefs sculptés d'oiseaux et d'animaux.
Une haute coupole ornée de pampilles s'élève au-dessus du sanctuaire. Le dais de l'autel lui-même a la forme d'un dôme reposant sur quatre colonnes de marbre.
L'étage devant le sanctuaire sud présente un puits où, selon la tradition, l'eau fut bénie par le Christ lors de la fuite de la sainte famille en Égypte. Il est dit que ses eaux ont des qualités curatives.
En haut se trouvent sept icônes datant du 19e siècle. Elles représentent l'Annonciation, la Nativité, le Baptême, l'Entrée à Jérusalem, la Résurrection, l'Ascension et la Descente du Saint-Esprit.
Un sanctuaire adjacent au sanctuaire sud contient plusieurs icônes célèbres, dont celle de la Vierge Marie datant du XIVe siècle. La Vierge Marie est assise sur un arbre qui pousse sur le dos de Jessé (Ésaïe 11 : 1-10). Elle est entourée de quatre prophètes majeurs et de douze prophètes mineurs, au-dessus desquels figurent deux anges.
Selon la tradition, chaque fois que le pape Matthieu Ier tombait dans la tentation, il se plaçait devant cette icône et lui adressait ses supplications. La Vierge Marie apparaissait devant lui pour réconforter son âme. On dit aussi que saint Ruweiss priait devant cette icône.
La partie orientale du bas-côté nord comporte deux sanctuaires dont les paravents sont également incrustés d'ivoire.
Le premier sanctuaire est dédié à l'archange Michel et le second à Jean-Baptiste. À l'extrémité occidentale se trouve un sanctuaire au centre duquel on peut admirer une icône de la Crucifixion. Deux autres icônes du Baptême du Christ et de la Vierge Marie sont placées chacune sur les côtés droit et gauche. L'église mesure aujourd'hui 28 mètres sur 19 et mesure 11,5 mètres de haut.

## Le couvent des religieuses de la Sainte Vierge Marie
Un couvent construit par le pape Cyrille IV fut annexé à l'église. Il possède une chapelle dédiée aux religieuses dans la galerie du côté nord de l'église.

## Bibliothèque
Une bibliothèque au sein de l'église contient de nombreux manuscrits précieux et un certain nombre d'icônes importantes dont l'une, dite de l'Annonciation, date d'environ 1355.